# Jacques Merleau-Ponty
Pour les articles homonymes, voir Merleau-Ponty.
Jacques Merleau-Ponty (né le 26 juillet 1916, à Rochefort-sur-Mer et mort le 7 juin 2002 à Cepoy), est un philosophe, épistémologue et historien des sciences français, professeur d’épistémologie à l’université Paris X-Nanterre. Il est le cousin du philosophe Maurice Merleau-Ponty.
Son œuvre épistémologique a été consacrée essentiellement à la cosmologie relativiste. Il s'est attaché à montrer comment les théories physiques du XXe siècle avaient reformulé le problème de la finitude (en temps et en espace) de l'Univers, sans toutefois y apporter de réponse.

## Biographie
Il entre à l'École normale supérieure de Paris et obtient l'agrégation de philosophie. Prisonnier de guerre en 1940, il s'évade et rejoint la résistance auprès des Forces françaises libres (FFL). Arrêté par la Gestapo et incarcéré à Fresnes durant un an, il doit sa libération en août 1944 à l'intervention de Raoul Nordling consul de Suède. Jacques Merleau-Ponty fut ensuite journaliste à l’Agence France-Presse et à Combat, avant d'être affecté comme professeur au lycée de Beauvais puis au lycée Louis-le-Grand.

## Prix et récompenses
- Médaille Marc-Auguste Pictet 1998 de la Société de physique et d'histoire naturelle de Genève.